# Amine Bouhafa
Amine Bouhafa (arabe : أمين بوحافة),  né le 10 juillet 1986, est un compositeur franco-tunisien de musiques de film. 

## Biographie
Dès l'âge de trois ans, Amine Bouhafa commence à jouer du piano, puis rejoint le conservatoire de Tunis vers l'âge de sept ans et obtient le diplôme de musique arabe à l'âge de douze ans avec la mention très bien. Il intègre le lycée pilote Bourguiba de Tunis et y obtient un baccalauréat en mathématiques. Il effectue en France une prépa en maths sup-maths spé et intègre l'Institut national des télécommunications dont il sort ingénieur en systèmes d'information. Il part aux États-Unis et suit des cours de MBA à l'université de Californie du Sud,.
Il commence à composer pour le cinéma dès l'âge de quinze ans. Il compose pour des courts métrages, des séries télévisées et des longs métrages. En 2014, il travaille avec le réalisateur mauritanien Abderrahmane Sissako pour son film Timbuktu ; le film est présenté au Festival de Cannes 2014. Amine Bouhafa reçoit à ce titre le César 2015 de la meilleure musique originale, le prix du Fespaco, et le prix France Musique-Sacem de la musique de film.
Il collabore ensuite avec le réalisateur Souleymane Cissé pour la musique originale du film Oka sélectionné hors compétition au Festival de Cannes 2015.
Il compose également la musique originale du film Halal Love réalisé par Assad Fouladkar ; le film est sélectionné pour la compétition officielle du Festival du film de Sundance 2016.
En 2018, il donne une masterclass aux Journées cinématographiques de Carthage à Tunis où il détaille sa méthode.

## Filmographie

### Cinéma

#### Courts métrages
- 2002 : Les Poupées de sucre de Anis Lassoued
- 2003 : Coming soon d'Elyes Zrelli
- 2008 : Silence de Faten Hafnaoui
- 2015 : Myriam de Faiza Ambah
- 2016 : Ruptures de Fawzi Djamel
- 2017 : Les Pasthèques du cheikh de Kaouther Ben Hania
- 2019 : Qu'importe si les bêtes meurent de Sofia Alaoui
- 2019 : Viril de Charlie Kouka
- 2021 : Astel de Ramata-Toulaye Sy

#### Longs métrages
- 2009 : Vivre ici de Mohamed Zran
- 2012 : Dégage ! de Mohamed Zran
- 2014 : Timbuktu d'Abderrahmane Sissako
- 2015 : Lilia de Mohamed Zran
- 2015 : Halal Love d'Assad Fouladkar
- 2015 : O Ka de Souleymane Cissé
- 2016 : Looking for Oum Kulthum de Shirin Neshat
- 2017 : La Belle et la Meute de Kaouther Ben Hania
- 2017 : Amin de Philippe Faucon
- 2018 : Gun Shot de Karim El Chennawi
- 2019 : Casablanca de Peter Mimi
- 2019 : Le Miracle du Saint Inconnu d'Alaeddine Aljam
- 2019 : Un fils de Mehdi Barsaoui
- 2019 : You Will Die at Twenty d'Amjad Abualala
- 2019 : Place des victoires de Yoann Guillouzouic
- 2019 : Le Dernier Poumon du monde de Yamina Benguigui
- 2020 : Gagarine de Fanny Liatard et Jérémy Trouilh
- 2021 : Le Sommet des dieux de Patrick Imbert
- 2022 : Les Harkis de Philippe Faucon
- 2022 : Sous les figues d'Erige Sehiri
- 2023 : Un homme heureux  de Tristan Séguéla
- 2023 : Le Temps d'aimer de Katell Quillévéré
- 2023 : Les Filles d'Olfa de Kaouther Ben Hania
- 2024 : Bye Bye Tibériade de Lina Soualem
- 2024 : Ni chaînes ni maîtres de Simon Moutaïrou
- 2024 : Aïcha de Mehdi Barsaoui
- 2025 : Mercato de Tristan Séguéla
- 2025 : Toutes pour une de Houda Benyamina
- 2025 : Ad vitam de Rodolphe Lauga
- 2025 : Rapaces de Peter Dourountzis

### Télévision
- 2012 : Bab El Khalk d'Adel Adeeb
- 2013 : Place in the Palace d'Adel Adeeb
- 2014 : Gabal Al Halal (The Mountain) d'Adel Adeeb
- 2014 : The First Lady de Mohammed Bakir
- 2015 : After the Beginning (Baed El Bidaya) d'Ahmed Khaled Moussa
- 2015 : Haret El Yahoud de Mohammed El Adl
- 2015 : Tariqy (My Way) de Mohammed Shaker
- 2016 : Wannous (Mephistos) de Shady Fakharani
- 2016 : Mizane (Justice) d'Ahmed Khaled Moussa
- 2016 : Grand Hôtel de Mohammed Shaker
- 2016 : The God Father (remake égyptien) de Peter Mimi
- 2017 : Tonight de Tamer Mohsen
- 2017 : For the highest price de Mohammed El Adl
- 2017 : Halawet Eddonia de Hussein Menebbawi
- 2017 : Let the sun shine (La totfe Echams) de Mohammed Shaker
- 2018 : Once Upon a Time de Hatem Ali
- 2018 : Histoires d'une nation (série documentaire)
- 2019 : Kingdoms of Fire (en) de Peter Webber
- 2021 : La Petite Femelle de Philippe Faucon
- 2022 : Le Monde de demain
- 2023 : Tapie
- 2024 : Assassins (ar)

## Autres œuvres
- 2016 :
  - Ballet Du désir d'horizon du chorégraphe Salia Sanou, commande du Théâtre national de Chaillot
  - Suite symphonique Tolérance et interdits pour viole d'amour, duduk, percussions et orchestre, commande de l'Orchestre philharmonique de Radio France
  - Pièce pour oud et orchestre, I Read, co-écrite avec Naseer Shamma

## Distinctions
- 2015 :
  - Tanit d'honneur des Journées cinématographiques de Carthage pour l'ensemble de sa carrière
  - Grand prix France Musique - Sacem de la musique de film[1]
  - Prix Fespaco de la meilleure musique pour Timbuktu[9]
  - César de la meilleure musique originale pour Timbuktu[1]
- 2016 : Chevalier des Arts et des Lettres[10]